# Nazionale femminile di hockey su pista della Francia
La nazionale di hockey su pista femminile della Francia è la selezione femminile di hockey su pista che rappresenta la Francia in ambito internazionale.

Attiva dal 1989, opera sotto la giurisdizione della Federazione di pattinaggio della Francia.

## Palmarès
- Campionati del mondo: 1
  -  1º posto: 2012
  -  2º posto: 2010, 2014
- Campionati d’Europa: 1
  -  1º posto: 2005
  -  2º posto: 2009